# Éditions Passiflore
Les Éditions Passiflore, basées à Dax (Landes), publient des ouvrages de littérature française et de Culture Sud-Ouest.
Elles ont été fondées en 2009 par Patricia Martinez, Sylvie Cazaban et Florence Defos du Rau, trois amies passionnées par les livres, la lecture et l’écriture. Patricia Martinez dirige actuellement la maison,,.

## Description
Leurs publications s’organisent autour de deux axes : la littérature française contemporaine, avec des romans et des auteurs « coup de cœur » et la Culture Sud-Ouest, avec des ouvrages sur le sport (en particulier le rugby), l'art et les traditions. Soucieuses du monde qui les entoure, les Éditions Passiflore permettent à de jeunes artistes de s'exprimer, comme le photographe autodidacte bordelais KEN et ses portraits de personnes vivant dans la rue, réunis dans l'ouvrage Comme une ombre dans la ville.
Les Éditions Passiflore portent une très grande attention à la relecture, la diffusion et la distribution des ouvrages tous imprimés en France. Leurs romans sont également disponibles en version numérique. Elles participent à de nombreux salons littéraires, comme les Rencontres à Lire à Dax, le Salon du livre de Paris,, Les idées mènent le monde à Pau ou l'Escale du livre de Bordeaux, et leurs auteurs sont régulièrement invités à des rencontres avec les lecteurs,.

## Thèmes
- Littérature française contemporaine : Patrick Azzurra, Jean Marc Benedetti, Florence d'Oria, Chantal Detcherry[12],[13],[14],[15], Pascale Dewambrechies[16], Bernard Housseau, Marie-Laure Hubert Nasser[17], Maïté Lafitte, Martine Lafon-Baillou[18], Marc Large, Fanny Leblond, Stéphanie Locatelli[19], Léon Mazzella[20], Élisabeth Rollin, Fabrice Sluys, Frédéric Sudupé[21], Fabienne Thomas[22],[23], Jean Tucoo-Chala, Antony Soron, Jean Darot, Patrick Fort (auteur), Mathilde de Télossie, Tang Loaëc.
- Présence de l'écrivain : collection en partenariat avec l'Ardua (Association régionale des diplômés des universités d'Aquitaine). Échange critique sur l’œuvre d'un écrivain et en présence de ce dernier (Eric-Emmanuel Schmitt, Amin Maalouf, Michel Suffran, Sylvie Germain, François Cheng, Alain Vircondelet, Tahar Ben Jelloun, Marie-Hélène Lafon)
- Les Grands Caractères de Passiflore : collection en police Luciole taille 16 pour un meilleur confort de lecture
- Tauromachie : Bernard Dussarrat[24], Bertrand Caritey, David Le Déodic & Philippe Salvat, Bernard Carrère, Laurent Deloye[25], Jacques Durand & Blaise Volckaert[26], Alain Laborde, Fabrice Lafourcade, Patrice Larrossa, Benjamin Ferret, Nicolas Vergonzeanne[27], Francis Poustis, Christophe Chay.
- Sport : Francette Candau, Serge Collinet [28],[29], Capodyssée, Jean-Michel Cormary[30], Jean-Michel Lafon[31], Francis Poustis, Bertrand Lucq, Richard Escot.
- Guides de découverte de villes à vélo : John Hirvois (traduction anglaise : Lucie Tastet)[32]
- Photographies : Michel Barrière[33], Sébastien Carnet, Régis Guichenducq, KEN[34],[35], Patrice Mariolan[36] (avec les textes de MAMAC), Thibault Toulemonde[37] (avec les textes de Jean-François Blanc), Cyrille Vidal, William Lucas, Clément Garby.
- Dessins : Marc Dubos, Véronique Saüquère-Hubert[38], Marc Large, David Dupouy, Sophie Chaussade.
- Art : Jean-Roger Soubiran, Philippe Valliez.
- Jeunesse, contes et légendes : Sylvie Cazaban, Mary-Luce Pla, Franck Doens, Estelle Arvert.

## Prix littéraires
- Fabrice Sluys - Morandouna, le Pays d'en haut : Lauréat du Festival du Premier Roman de Chambéry 2017, Prix "Premières réalisations", décerné par l'Ardua 2017, Prix Lire en Tursan 2016[39]
- Fabienne Thomas - L'enfant roman : Prix Handi-Livres 2015
- Jean-Roger Soubiran - Alex Lizal, peintre singulier du pays landais : Prix spécial de l'Académie nationale des Sciences, Belles-Lettres et Arts de Bordeaux 2015
- Chantal Detcherry - Prix Yolande Legrand 2016 (Prix Ardua) pour l'ensemble de son œuvre, Prix de la Nouvelle de l'Académie française 2020 - Histoires à lire au crépuscule
- Jean-Louis Le Breton - Le libre choix de Clara Weiss : Prix Lire et écrire en Gascogne 2015, Prix Salon du livre du net 2016[40]
- Pascale Dewambrechies - L'Effacement : Lauréat du Festival du Premier roman de Chambéry 2015[41], Prix [du métro] Goncourt 2015[42], Prix Saint-Estèphe 2015 (Premier prix)
- Marie-Laure Hubert Nasser - La Carapace de la tortue : Prix du roman régional Hugues Soutou 2015, décerné par le Lions Club International District Sud-Ouest, Prix Saint-Estèphe 2015 (Château Pomys) - Spleen Machine : Prix Lire en Tursan 2015[43]
- Léon Mazzella - Chasses furtives : Prix Jacques Lacroix de l'Académie française 1993[44], Prix François Sommer[45]
- Fanny Leblond - Et au bout, l'océan : Prix du jury Saint-Estèphe 2013
- Capodyssée - L'Atlantique en 54 jours : Prix du livre d'aventure du festival des Angles 2011
- Patrick Azzurra - Moi et les miens : Prix lire en Tursan 2018, Lauréat du Festival du Premier roman de Chambéry 2019
- Bernard Housseau - La Jeune fille et le Fleuve : Prix Chronos de Littérature 2020
- Patrick Fort (auteur) - Là-bas, la forêt m'attend : Prix Lire en Chalosse Tursan 2024